# Alexandr Krushelnitski
Alexandr Alexándrovich Krushelnitski (en ruso: Александр Александрович Крушельницкий; nacido el 20 de mayo de 1992) es un curler ruso que juega predominantemente como capitán.

## Vida personal
Krushelnitski nació el 20 de mayo de 1992 en la ciudad de San Petersburgo, Rusia. Estudia en la Universidad Estatal Nacional de Educación Física, Deporte y Salud Lesgaft y está casado con su compañera de equipo, Anastasía Bryzgálova.

## Carrera
Bryzgalova y él ganaron ganaron el oro en el Campeonato Mundial Mixto de Curling de 2016, celebrado en Kazán, y la prueba de dobles mixtos en el Campeonato Mundial de Dobles Mixtos del mismo año, organizado en Karlstad. En los Juegos Olímpicos de Pyeongchang 2018, lograron la medalla de bronce en la misma competencia al vencer 8-4 a la pareja noruega, conformada por Kristin Skaslien y Magnus Nedregotten.

### Caso de dopaje
El 18 de febrero de 2018, se reportó que Krushelnitski había dado positivo por meldonium en una prueba antidopaje. Después del análisis de la prueba B, el Tribunal de Arbitraje Deportivo (TAS) confirmó que había abierto un procedimiento por el caso. Sobre la situación, Krushelnitski declaró «Estoy dispuesto a afirmar abiertamente que nunca, ni una sola vez, en todo el tiempo que llevo practicando deporte he utilizado sustancias prohibidas o cualquier otro sucio método de lucha deportiva». El 22 de febrero, el TAS descalificó a la pareja y anuló la medalla de bronce que habían obtenido.